# 山梨県道205号三日市場南線
山梨県道205号三日市場南線（やまなしけんどう205ごう みっかいちばみなみせん）は、山梨県甲州市と山梨市を結ぶ一般県道である。

## 概要

### 路線データ
- 起点：山梨県甲州市塩山三日市場（三日市場交差点＝山梨県道38号塩山勝沼線交点、山梨県道213号下荻原三日市場線終点）
- 終点：山梨県山梨市南（兄川橋北詰交差点＝国道140号交点）

## 通過する自治体
- 山梨県
  - 甲州市 - 山梨市

## 交差・接続する道路
- 山梨県道38号塩山勝沼線（三日市場交差点）
- 山梨県道213号下荻原三日市場線（同上）
- 山梨県道303号市之蔵山梨線（七日市場交差点）
- 山梨県道216号万力小屋敷線（小原西交差点）
- 国道140号（兄川橋北詰交差点）

## 周辺
- 甲州市立井尻小学校
- 山梨市立山梨北中学校
- 山梨法務合同庁舎